# Ima van Eysinga
Jkvr. Ephraima Henriette Johanna (Ima) van Eysinga (Noordwijkerhout, 12 februari 1881 – huis Sterrehof, Elspeet, 28 juni 1958) was een Nederlandse schilder, tekenaar en textielkunstenaar.

## Leven en werk
Van Eysinga werd geboren op huize Klein Leeuwenhorst als lid van de familie Van Eysinga. Ze was een dochter van jhr. mr. Tjalling Aedo Johan van Eysinga (1846-1898), burgemeester van Noordwijkerhout, en Henriëtte Jacoba Kluit (1852-1931). Als gevolg van roodvonk en difterie op driejarige leeftijd was zij vrijwel volledig doof, maar ze sprak vloeiend Nederlands, Frans, Duits, Engels, Zweeds, Hongaars en Italiaans.
Van Eysinga kreeg de eerste tekenlessen van haar vader, die amateurtekenaar was, en kreeg vervolgens met haar broer en zus thuis les van Theo van Hoytema. Hij leerde haar ook borduurontwerpen maken. Later volgde ze nog lessen bij onder anderen Frits Jansen en Willem Maris. Ze was bevriend met de Zweedse schrijfster Selma Lagerlöf en maakte voor haar aquarellen naar het verhaal van Nils Holgerssons wonderbare reis. Van Eysinga woonde in Den Haag en reisde meerdere malen door Europa. In 1918 liet ze in Elspeet het landhuis Sterrehof bouwen, waar ze zich definitief vestigde.
Van Eysinga was lid van de Pulchri Studio en exposeerde meerdere malen. Ter gelegenheid van haar 70e verjaardag in 1951 werd in het Centraal Museum in Utrecht een eretentoonstelling gehouden met kunstnaaldwerken, schilderijen en tekeningen. Op 27 februari 1956 werd in hetzelfde museum een lezing gehouden door A.G. Ballintijn met dia's van de aquarellen die Van Eysinga voor Selma Lagerlöf had gemaakt. De kunstenares kreeg daarbij bloemen aangeboden door koningin Juliana.
Van Eysinga overleed in 1958, op 77-jarige leeftijd en werd begraven op Oud Eik en Duinen in Den Haag. Werk van haar is onder andere te vinden in de collectie van het Teylers Museum, het Noord-Veluws Museum (schilderijen), Centraal Museum en het Textielmuseum.

## Meer lezen
- Henriette Johanna van Eysinga (1881-1958). Elspeethistorie.nl (13 november 2015).
- Sunneklaas-illustraties  bij het verslag van Van Brakel – Immink, M.W.  (1929). Het Sint Nicolaas-feest te Hollum op Ameland. De Vrije Fries  (weekgang 29): pp.73-78.
- A.G., Kunstenaarsdorp: Ephraïma Henriëtte Johanna van Eysinga. Nunspeet.nu (8 juli 2020).

- Biografisch Portaal: 70080379
- Gemeinsame Normdatei: 1206890835
- RKD-Nederlands Instituut voor Kunstgeschiedenis: 27030
- Union List of Artist Names: 500595305
- Virtual International Authority File: 1069158551023816540003